# Hôtel Saint-Léonard
L'hôtel Saint-Léonard est un hôtel particulier situé sur le territoire de la commune française de Falaise dans le département du Calvados, en région Normandie.
L'hôtel est partiellement protégé aux monuments historiques.

## Localisation
Le monument est situé au no 12 de la rue Victor-Hugo, à 100 mètres à l'est de l'église Saint-Gervais-Saint-Protais de Falaise, sur le vallon d'un ruisseau affluent de l'Ante, dans le département français du Calvados.

## Historique
En 1788, Richard Le Vallois, marquis de Saint-Léonard, fait construire cet hôtel particulier. Il fait appel à Nicolas Gondouin qui avait déjà dressé les plans de l'hôtel de ville quelques années plus tôt. Les travaux sont achevés en 1797.

## Description

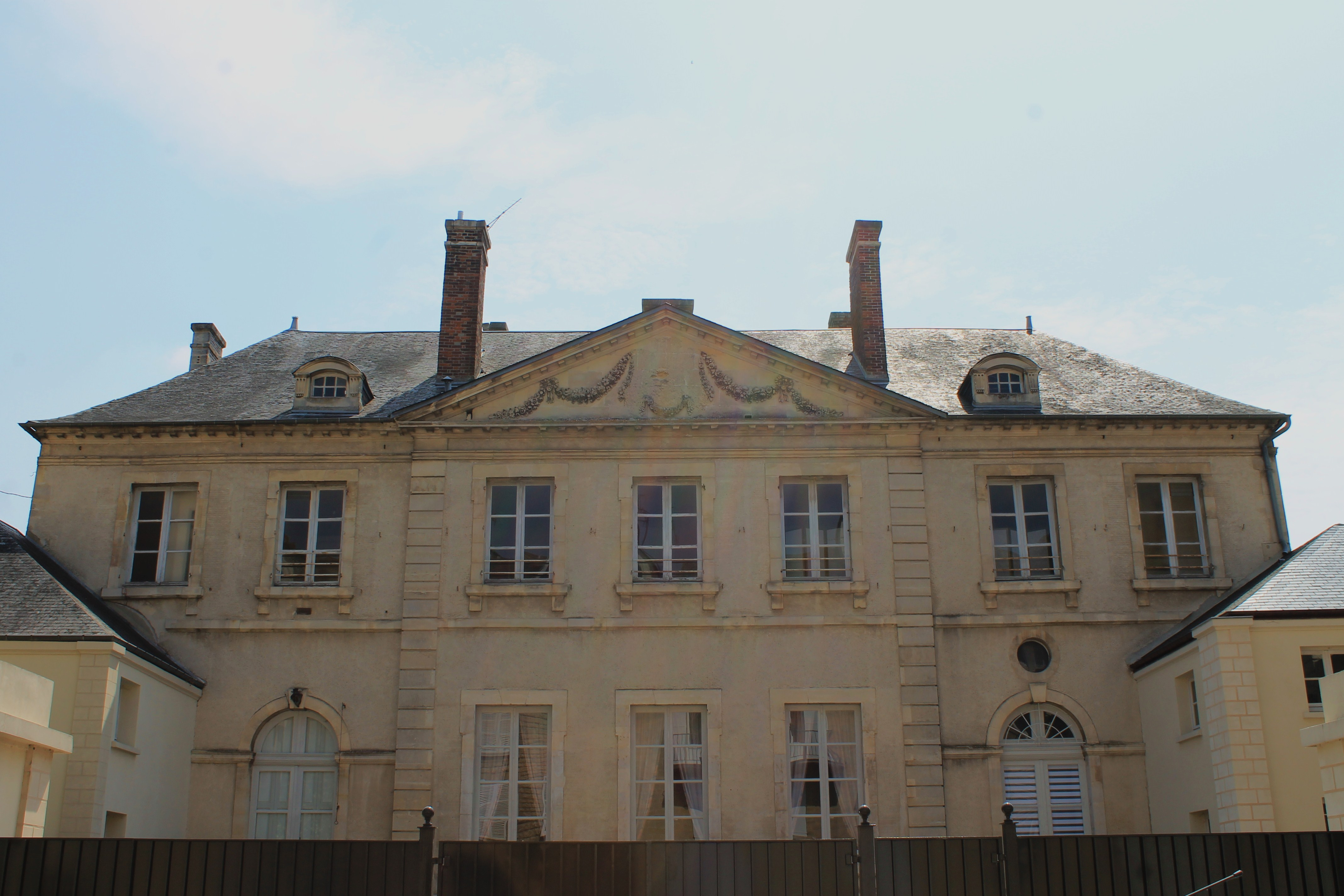
La façade occidentale, sur la rue Victor-Hugo.

## Protection aux monuments historiques
Au titre des monuments historiques :
- la terrasse sur la vallée est inscrite par arrêté du 5 janvier 1968 ;
- les façades et toitures, le salon, la salle à manger au rez-de-chaussée avec leur décor sont classés par arrêté du 13 novembre 1974.